# Хайлигенберг (холм)
Хайлигенберг — холм в городе Хайдельберг федеральной земли Баден-Вюртемберг в ФРГ, на берегу реки Неккар, состоит из песчаника и достигает 439.9 м в высоту. У холма две вершины, одна из которых иногда именуется как отдельный холм Михаэльсберг.
Расположен в городских районах Хандшусхайм и Нойенхайм и вместе с холмом Кёнигштуль на другом берегу реки является основной ландшафтной доминантой города. Относится к историческому региону Бергштрассе — стыку холмов Оденвальда и долины верхнего Рейна.

## История

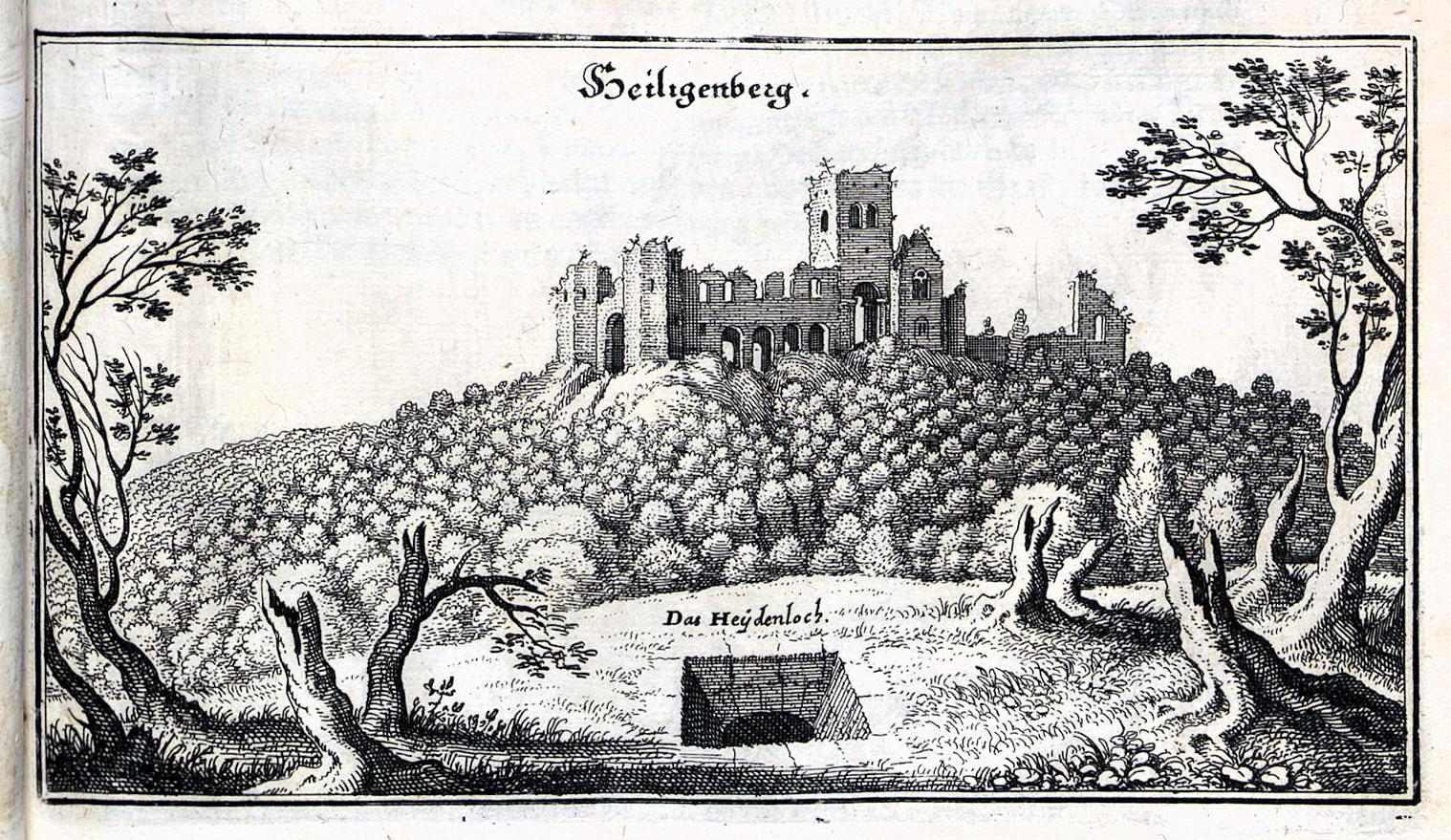
Гравюра из «Topographia Palatinatus» (Маттеус Мериан, 1645 год)

Хайлигенберг во все времена отличался выгодным оборонительным положением за счёт хорошего обзора речной долины и прилегающих равнин.
Археологические изыскания проводились несколько раз с 1881 года, в том числе в 1920-е и 1930-е годы при постройке «Места тинга» и других сооружений. При раскопках была найдена неолитическая линейно-ленточная керамика, свидетельствующая, что холм обитаем с 5500-5100 годов до н. э.
Кельты поселились здесь в начале первой половины 1-го тысячелетия до н. э. и построили двойное кольцо валов вокруг вершин (источник, снабжавший водой жителей этого селения, известный как «Горький ручей» (нем. Bittersbrunnen), восстановлен в 1979 году). В ранний латенский период началась добыча железной руды.
Холм был местным политическим, религиозным и культурным центром кельтских, а затем германских племен с V века до н. э. до примерно 200 года до н. э., когда столица региона переместилась в римское поселение Лоподунум (лат. Lopodunum), ныне Ладенбург. Но и под властью римлян на холме продолжались религиозные жертвоприношения, в т.ч. человеческие: культовые шахты, в которые спускались привязанные к древесным стволам люди, уходят на глубину до 78 метров. В то же время здесь было священное место и для римлян: на одной из вершин обнаружено основание ориентированного на север храма Меркурия (впервые его исследовал Филипп Меланхтон в 1508 году). Среди прочего были найдены жертвенные камни с латинскими посвящениями «Меркурию Кимврскому» (лат. Mercurius Cimbrianus), что предположительно является посвящением богу германцев Вотану, который римлянами интерпретировался как Меркурий. Этот храм был разграблен во времена Великого переселения народов, однако обрядовые служения здесь продолжались примерно до 600 года, т.к. обнаружены языческие захоронения вплоть до этого периода.
Холм иногда отождествляют с горой Mons Piri, которую римский историк Аммиан Марцеллин упоминает как место, где в 369 году по приказу римского императора Валентиниана началось строительство крепости (но было уничтожено атакой германских племен). От IV и V веков сохранились лишь единичные находки, но с конца VI века холм снова заселяется. C конца VII века начинают встречаться христианские захоронения, а в VIII веке, во времена династии Каролингов, на фундаментах времен римского владычества начинают возводиться новые каменные строения (вероятно, использовавшиеся королевскими наместниками).
Первое письменное упоминание холма под названием Аберинсберг (нем. Aberinsberg) относится к 882 году, когда король Людовик III Младший подарил его Лоршскому монастырю по случаю похорон в Лорше своего отца, короля Людовика II Немецкого. В IX веке Лоршский монастырь построил на одной из вершин церковь, посвященную Михаилу Архангелу. Уцелели руины поздней перестройки этой церкви в романском стиле: восточная часть датируется концом X века, а западная приблизительно 1030 годом. В 1023 году аббат Регинбальд фон Диллинген основывает здесь монастырь святого Михаила.
В 1090 году бенедиктинский монах Арнольд заложил на другой вершине церковь, посвященную святому Стефану, в 1094 году преобразованную в монастырь святого Стефана. Знатная женщина по имени Хазеха (нем. Hazecha) была похоронена в нем в 1100 году; её могила является древнейшим известным средневековым захоронением в Хайдельберге.
В середине XIII века оба монастыря перешли в подчинение архиепископу Майнцкому. После их передачи в 1265 году в ведение монахов-премонстрантов из монастыря Всех Святых в Шварцвальде холм стал носить название «гора Всех Святых» (нем. Allerheiligen-Berg), которое постепенно преобразовалось в современное «Хайлигенберг». В 1555 году в ходе Реформации ими завладели пфальцграфы. Политические конфликты привели к разрушению монастырей одного за другим.
С 2012 года холм находится под защитой государства.

## Достопримечательности
- Остатки двойного кольца валов кельтского городища (IV век до н. э.).
- Яма язычников[нем.] — шахта неизвестного возраста и назначения глубиной 55 метров. Предположительно древнеримский колодец или цистерна.
- Руины монастыря святого Михаила[нем.] (1023 год). Здесь же находятся следы древнеримского храма Меркурия.
- Руины монастыря святого Стефана[нем.] (конец XI века). Как и предыдущий, основан монахами Лоршского монастыря.
- На южном склоне холма расположена Тропа философов[нем.], важная для истории Гейдельбергского университета и т. н. «Гейдельбергского романтизма».
- Обзорная Хайлигенбергская башня[нем.] (XIX век), построенная из камней, взятых из руин монастыря святого Стефана.
- Башня Бисмарка[нем.] (1903 год), построенная как памятник первому канцлеру германской империи Бисмарку. Это одна из многочисленных подобных башен, спроектированных Вильгельмом Крайсом. Предполагалось, что на её вершине в специальной чаше должен гореть огонь.
- Место тинга (нем. Thingstätte) (1935 год) — каменный амфитеатр, построенный во времена нацистской Германии для проведения нацистских собраний. В послевоенное время используется для различных мероприятий, празднований и концертов (в том числе неофициальных).

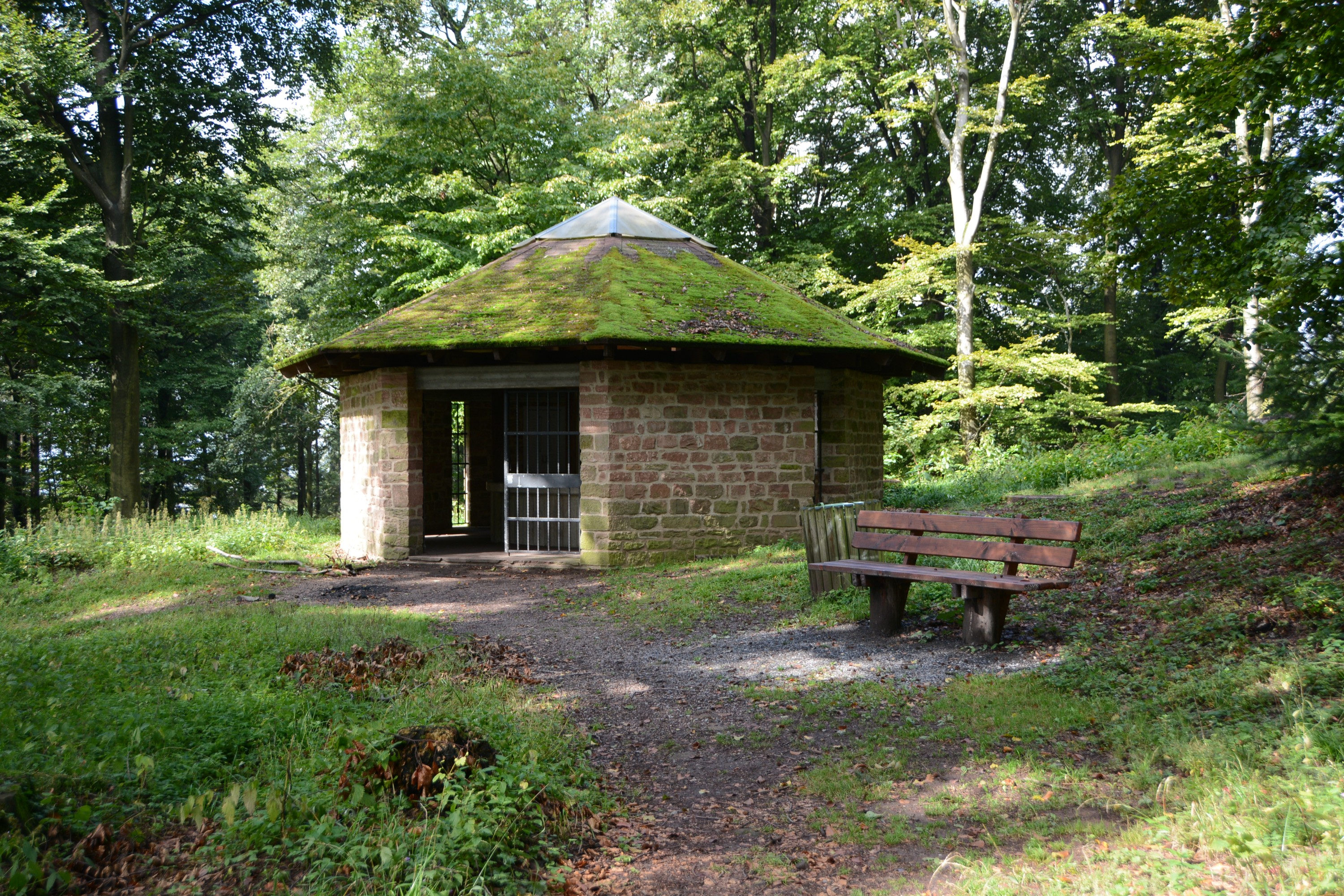
Яма язычников
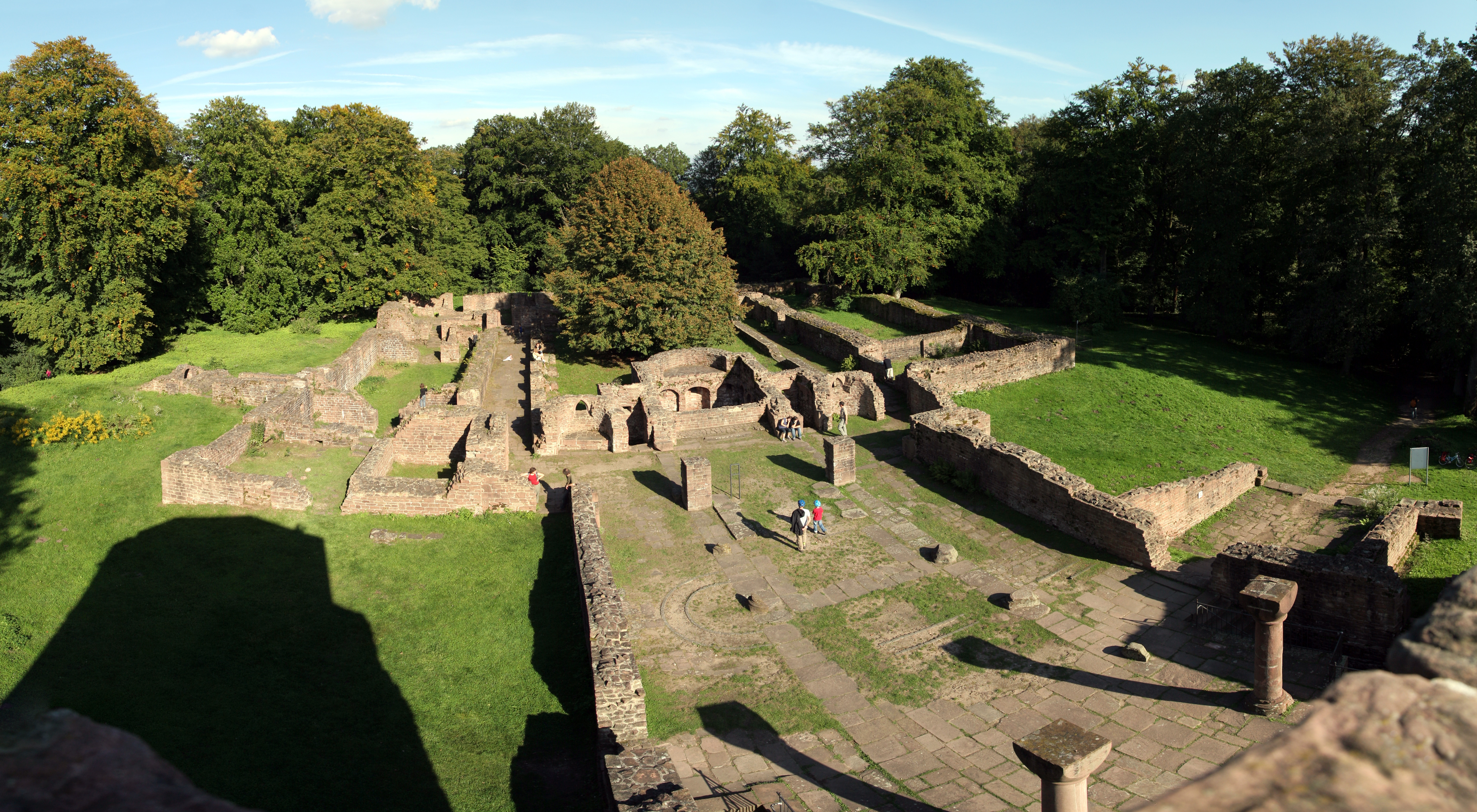
Руины монастыря святого Михаила
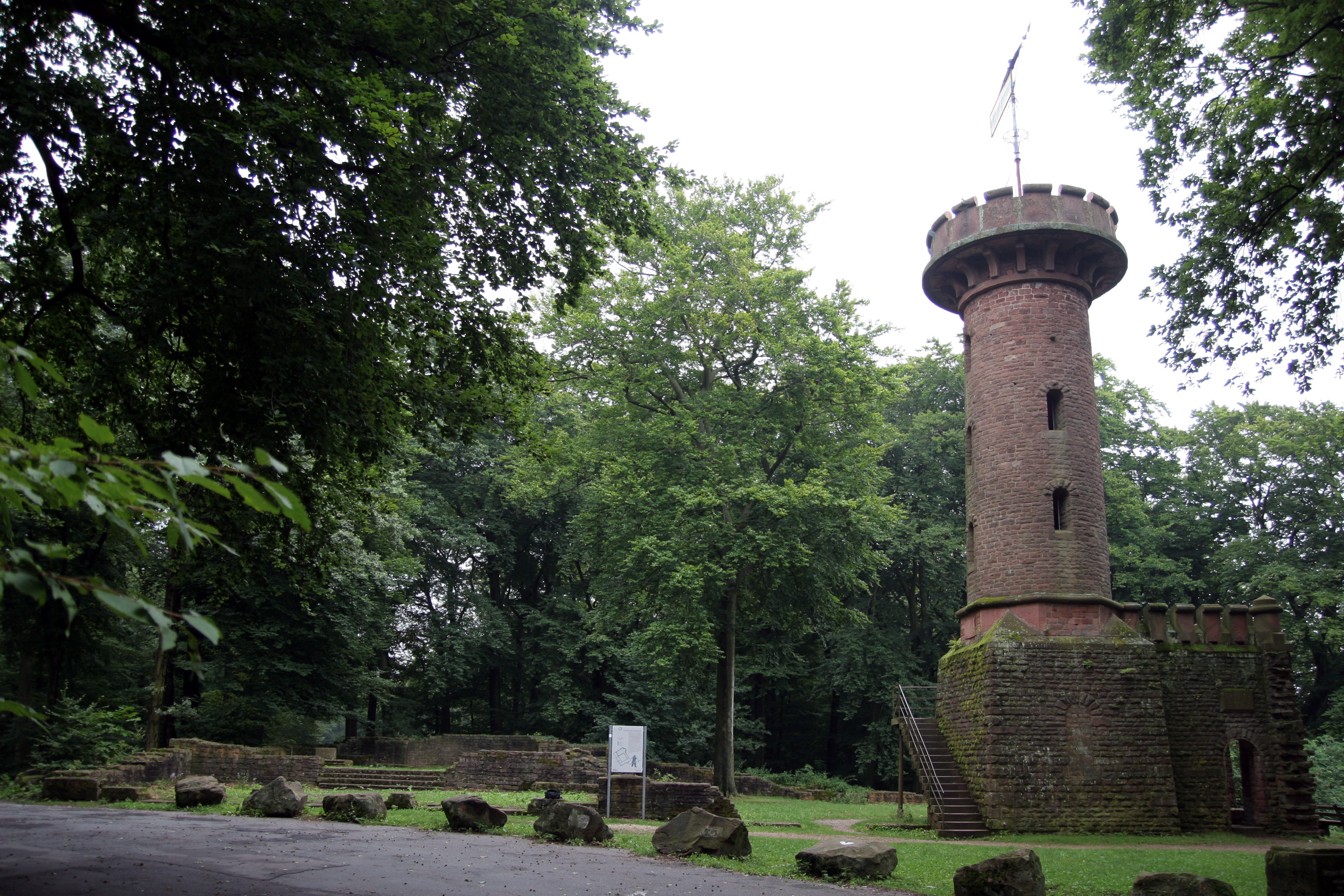
Руины монастыря святого Стефана и Хайлигенбергская башня
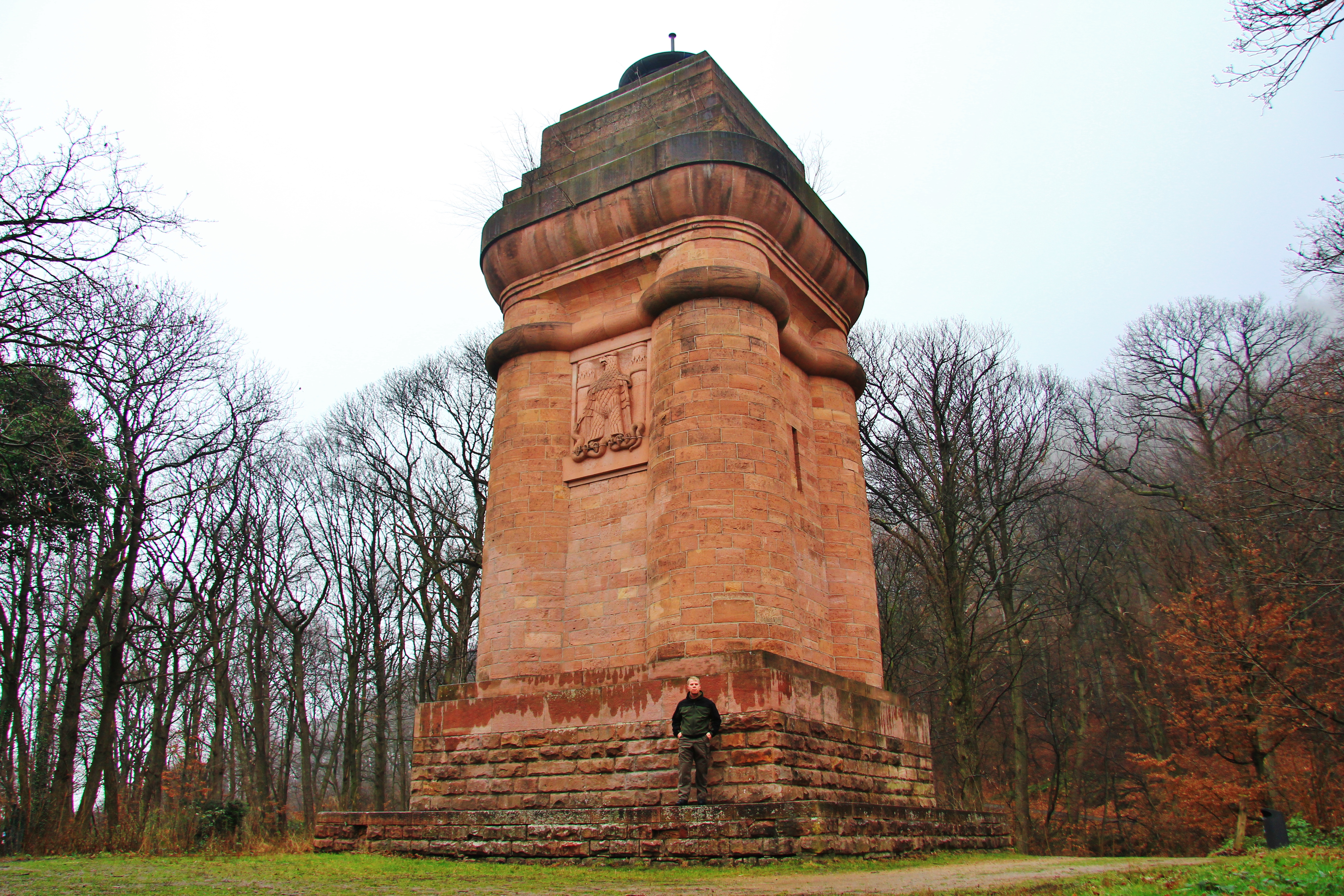
Башня Бисмарка
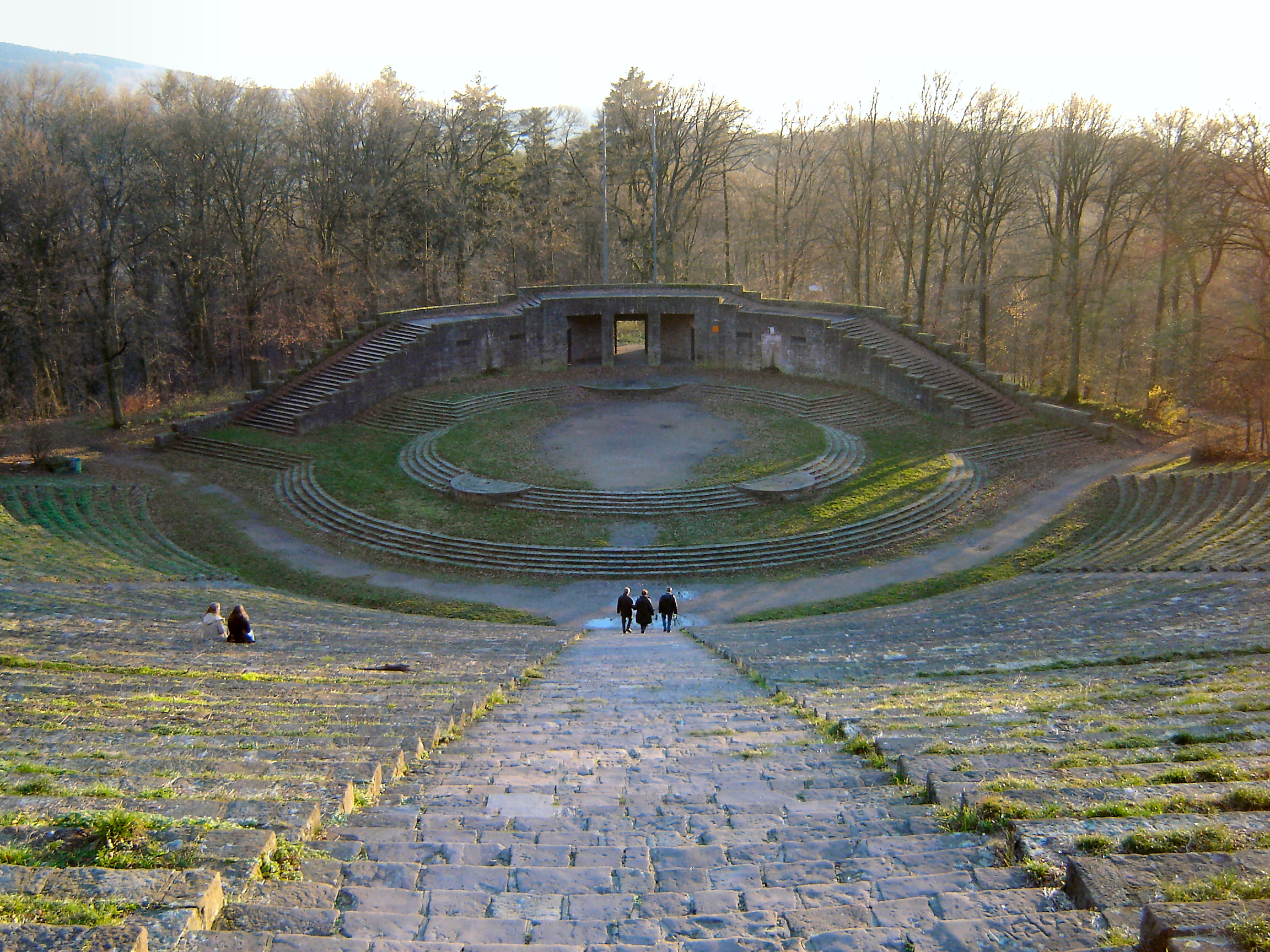
Место тинга